# Industrial
Industrial – awangardowy styl w muzyce popularnej powstały w latach 70. XX wieku. Od momentu jego powstania szybko ewoluował w różnych kierunkach, co sprawia, że uniwersalna definicja tego stylu jest problematyczna. U podstaw industrialu leży podejście anty-muzyczne, przybierające postać hałaśliwego brzmienia w większości ignorującego tradycyjne formy ekspresji muzycznej. Ponadto, muzycy industrialni stosują awangardowe metody kompozycji (muzyki konkretnej, muzyki na taśmę). W warstwie pozamuzycznej industrial charakteryzuje się taktykami szoku, multimedialnością (np. projekcjami filmowymi podczas występów), oraz działalnością na obrzeżach społeczeństwa, poza oficjalnymi kanałami medialnymi i dystrybucyjnymi. Twórczość muzyków industrialnych charakteryzuje się fascynacją mrocznymi aspektami człowieczeństwa i cywilizacji, m.in. mordercami, parafiliami, czy samobójstwem.

## Prekursorzy i inspiracje
Muzycznie pionierzy industrialu inspirowali się akademicką awangardą muzyczną, m.in. Johnem Cage’em i Karlheinzem Stockhausenem, a także dokonaniami The Velvet Underground, Krautrockiem oraz punk rockiem.
Ich światpogląd oraz estetyka kreowana była działalnością Beatników (zwłaszcza Williama S. Burroughsa), Dadaistów, akcjonistów wiedeńskich, oraz okultystów (m.in. Aleistera Crowleya).
Dźwięki podobne do tych tworzonych przez muzyków industrialnych pojawiały się przed powstaniem stylu – zwłaszcza wśród społeczności akademickich i intelektualnych, ale także w twórczości popularnych zespołów takich jak The Residents czy Cluster.
Bezpośrednim prekursorem industrialu jest ekstremalna grupa performansowa COUM Transmissions, której członkowie w roku 1975 stworzyli pierwszy zespół industrialny Throbbing Gristle.

## Historia
Termin industrial w kontekście muzyki został ukuty podczas powstawania wytwórni Industrial Records w roku 1976, stworzonej przez zespół Throbbing Gristle w celu niezależnego wydawania swojej twórczości (sam termin, a także motto wytwórni, zostało wymyślone przez Monte Cazzaza). To własnie ich muzyka nadała znaczenie industrialowi.
W latach 80/90 industrial obrał dwie ścieżki: jedną, która mnożyła jego oryginalne założenia estetyczne z podgatunkami takimi jak harsh noise (Merzbow), power electronics (Whitehouse), czy dark ambient (SPK); i drugą, która pozostawiła oryginalne założenia na dalszym planie, tonując brzmienie i otwierając drogę do komercjalizacji z gatunkami rocka industrialnego (Nine Inch Nails), industrial metal (Godflesh), industrial hip hop (Death Grips), a także gatunkami tanecznymi, m.in. EBM i electro-industrial.

## W Polsce
Geneza muzyki industrialnej w Polsce sięga pierwszej połowy lat 80. W tych latach industrial reprezentowali m.in. Wahehe, Szelest Spadających Papierków, Der Danziger Arsambl, Paweł Paulus Mazur, Frakcja Supramuzyczna Galerii: „Nie-Galerii”, Kafel, McMarian, Fjoletowe Płyny Zdrowotne, Morris Generativ, Hiena, R-27.
W latach 90. polski industrial wstąpił na podobną trajektorię co zachodni, rozwidlając się w różne strony oraz komercjalizując się. Istotnymi twórcami tych lat są m.in. Agressiva 69, Wieloryb, Christblood, Rigor Mortiss, Najakotiva, Krępulec, Za Siódmą Górą, Job Karma.
Od 2001 r. w Polsce ma miejsce Wrocław Industrial Festival.